# نیوتون (نیوجرسی)
نیوتون (به انگلیسی: Newton) شهری در ایالت نیوجرسی کشور ایالات متحده آمریکا است که جمعیت آن در سرشماری سال ۲۰۱۰ میلادی، ۷٬۹۹۷ نفر بوده‌است.